# Karl Frei
Karl Frei (Regensdorf, 8 maart 1917 - Schlieren 18 juni 2011) was een Zwitsers turner. 
Frei behoorde tot de Zwitserse selectie voor de Olympische Zomerspelen 1940, deze spelen werden vanwege de Tweede Wereldoorlog afgelast.
Frei maakte acht jaar later zijn olympische debuut en won in Londen de gouden medaille aan de ringen en de zilveren medaille in de landenwedstrijd.

## Resultaten

### Olympische Zomerspelen
| Jaar | Plaats | Resultaten                          |
| ---- | ------ | ----------------------------------- |
| 1948 | Londen | aan de ringen in de landenwedstrijd |

1896: Ioannis Mitropoulos ·
1904: Herman Glass ·
1924: Francesco Martino ·
1928: Leon Štukelj ·
1932: George Gulack ·
1936: Alois Hudec ·
1948: Karl Frei ·
1952: Grant Sjaginjan ·
1956: Albert Azarjan ·
1960: Albert Azarjan ·
1964: Takuji Hayata ·
1968: Akinori Nakayama ·
1972: Akinori Nakayama ·
1976: Nikolaj Andrianov ·
1980: Aleksandr Ditjatin ·
1984: Koji Gushiken, Li Ning ·
1988: Holger Behrendt, Dmitri Bilozertsjev ·
1992: Vitali Tsjerbo ·
1996: Jury Chechi ·
2000: Szilveszter Csollány ·
2004: Dimosthenis Tampakos ·
2008: Chen Yibing · 
2012: Arthur Zanetti · 
2016: Eleftherios Petrounias · 
2020: Liu Yang · 
2024: Liu Yang